# Vlaggenparade Rotterdam

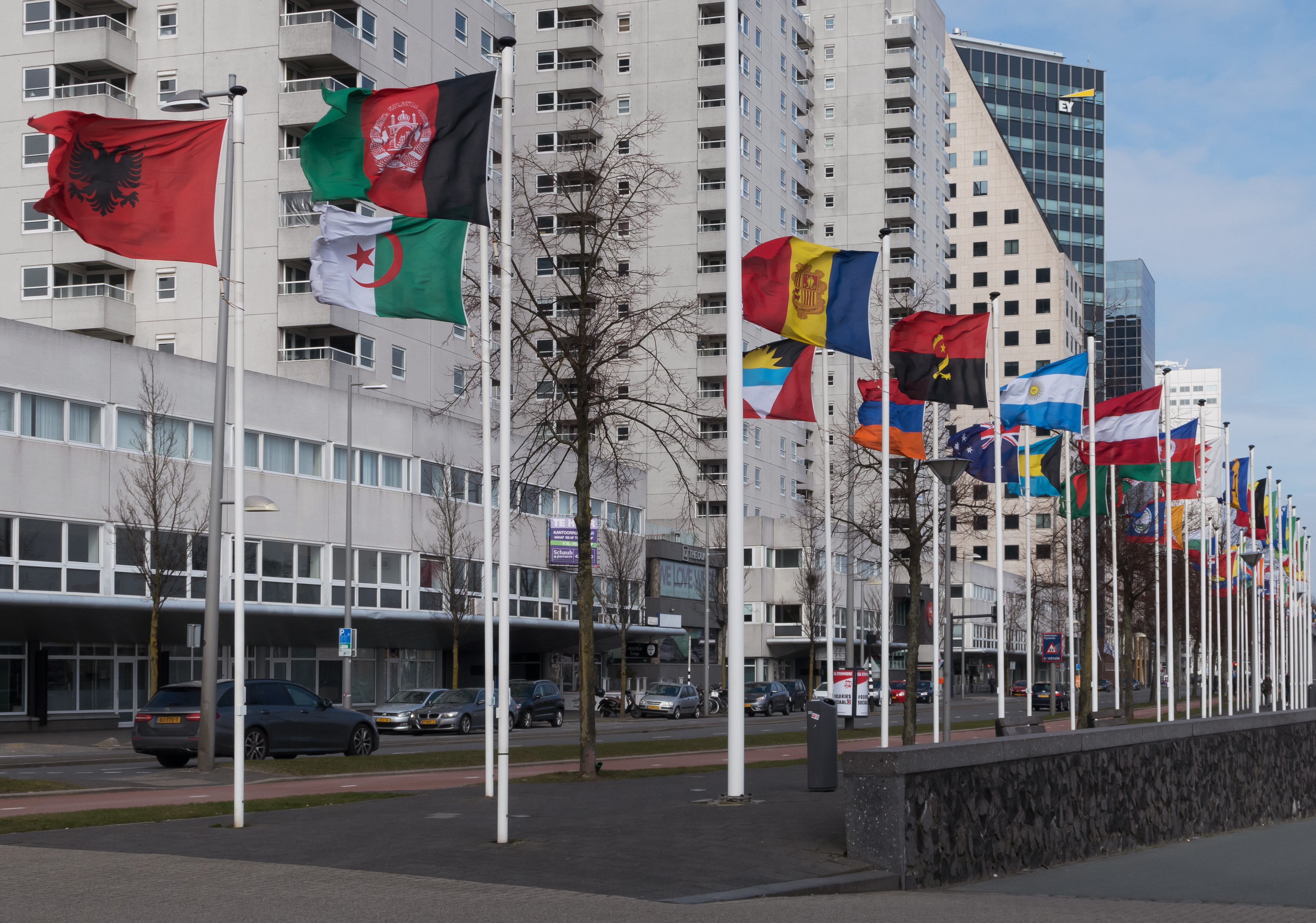
Vlaggenparade Rotterdam

De Internationale Vlaggenparade is een groep van 230 vlaggenmasten op de Boompjes in de Nederlandse stad Rotterdam. Aan de vlaggenmasten, die zich bevinden tussen de Leuvehavenbrug en de Willemsbrug, wapperen vrijwel het gehele jaar vlaggen van 174 nationaliteiten die in Rotterdam (en Nederland) zijn vertegenwoordigd. Tevens hangen er vlaggen van de sponsoren van dit project. De masten zijn ‘s nachts verlicht via een toplicht zodat de vlaggen ook 's nachts kunnen blijven hangen. De Stichting Vlaggenparade Rotterdam is verantwoordelijk voor de vlaggenparade. Deze stichting is opgericht in 1998. In 2000 werd het eerste deel van de Vlaggenparade feestelijk geopend door de Rotterdamse burgemeester mr. I.W. Opstelten.
Af en toe worden exposities van bijzondere vlaggen gehouden en masten kunnen voor een bepaalde periode worden gehuurd voor onder meer naamsreclame of relatieontvangsten op de parade. Een groep van ongeveer vijftig bedrijfsvlaggen is een enorme blikvanger voor de inzittenden van de 50.000 voertuigen die per etmaal over de Boompjes rijden.